# Lars Werner

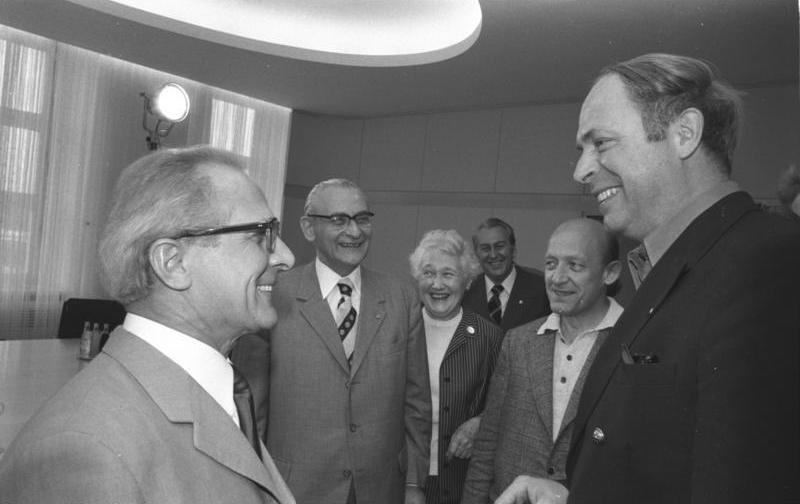
Lars Werner (rechts) wird 1974 während eines DDR-Besuchs von Erich Honecker empfangen.

Lars Helge Werner (* 25. Juli 1935 in Stockholm; † 11. Januar 2013 in Tyresö, Stockholms län) war ein schwedischer Politiker der Vänsterpartiet (Linkspartei). Von 1975 bis 1993 war er Parteivorsitzender und von 1965 bis 1994 Abgeordneter des Schwedischen Reichstags.

## Leben
Werner wurde als Sohn des kommunistischen Gewerkschafts- und Parteifunktionärs Hjalmar Werner geboren. Sein Vater gehörte zeitweilig dem Zentralkomitee der Kommunistischen Partei Schwedens (SKP) an. Bereits als Neunjähriger gehörte Lars Werner zur sozialdemokratischen Jugendorganisation „Unga Örnar“ (dt.: Junge Adler), 1953 wurde er Mitglied der SKP.
1951 legte Werner das dem deutschen Realschulabschluss entsprechende Realexamen ab und erlernte den Maurerberuf. In den folgenden Jahren qualifizierte er sich durch ein Abendstudium zum Bauingenieur und arbeitete außerdem als Gewerkschaftsfunktionär. Von 1965 an war er Abgeordneter für die SKP in der damals noch existierenden Ersten Kammer des Schwedischen Reichstags, ab 1970 des Einkammerparlaments. Er unterstützte den Kurs Carl-Henrik Hermanssons, der die Partei seit Mitte der 60er Jahre zunehmend auf Distanz zur Sowjetunion brachte und eine eurokommunistische Richtung einschlug. 
1975 löste Werner Hermansson als Vorsitzenden der sich nun Vänsterpartiet Kommunisterna (VPK) nennenden Partei ab. Obgleich er sich um einen Ausgleich zwischen den verschiedenen Parteiflügeln und auch um eine Kooperation mit den kommunistischen Parteien des Ostblocks bemühte, spaltete sich 1977 der moskautreue Flügel der Partei als Kommunistische Arbeiterpartei (APK) ab. 
Nach dem Zusammenbruch des Ostblocks erfolgte 1990 noch unter seinem Parteivorsitz die Umbenennung in Vänsterpartiet. Die Partei gab sich nun eine stärker linkssozialistische Orientierung unter Verzicht auf den Zusatz „kommunistisch“ im Parteinamen. In den letzten Jahren als Vorsitzender wurde Werner wegen schwerer Alkoholprobleme parteiintern scharf kritisiert, 1993 wurde er als Parteivorsitzender von Gudrun Schyman abgelöst.